# Aleksandăr Dragomirov Aleksandrov
Aleksandăr Dragomirov Aleksandrov (in bulgaro Александър Драгомиров Александров?; Šumen, 13 aprile 1986) è un ex calciatore bulgaro, di ruolo difensore.

## Carriera

### Club
Cresciuto nelle giovanili dello Shumen, firma il suo primo contratto da professionista con il Chernomorets Burgas con la quale debutta nella massima serie bulgara. Nel 2005 dopo la crisi finanziaria del Chernomorets Burgas, si accasa al Cherno More e vi rimane per otto stagioni. Nel 2013 viene acquistato dal Ludogorets.

### Nazionale
Dopo aver fatto la trafila delle giovanili, esordisce nella nazionale maggiore il 30 maggio 2013, nell'amichevole contro il Giappone.

## Palmarès

### Club

#### Competizioni nazionali
- Campionato bulgaro: 2

Ludogorec: 2013-2014, 2014-2015
- Coppa di Bulgaria: 1

Ludogorec: 2013-2014
- Supercoppa di Bulgaria: 1

Ludogorec: 2014